# Coronoplectrum namibicum
Coronoplectrum namibicum är en lavart som beskrevs av Brusse. Coronoplectrum namibicum ingår i släktet Coronoplectrum och familjen Parmeliaceae.   Inga underarter finns listade i Catalogue of Life.